# 니콘 1 V1
니콘1 V1는 2011년 9월 출시된 니콘1 마운트 미러리스 렌즈 교환식 카메라이다. 니콘1 카메라로는 가장 처음 출시된 기종이며, 니콘의 새로운 포맷인 CX포맷을 탑재한 카메라이다. 니콘1 J1과의 다른 점은 전자식 뷰파인더의 유무, 기계식 셔터막, 플래시 장착 가능, LCD 화소 차이 정도가 있다.

## CX포맷
니콘 CX포맷은 2011년 9월 발표된 미러리스 렌즈 교환식 카메라의 새로운 센서 포맷이다. CX포맷은 센서 자체에 위상차 AF와 콘트라스트 AF를 융합함으로써 보다 정확한 AF 성능을 이끌어냈다. 센서 사이즈는 13.2mm X 8.8mm로, 35mm 필름 대비 환산비율은 1:2.7이며, 플렌지백 길이는 17mm이다.

## 갤러리

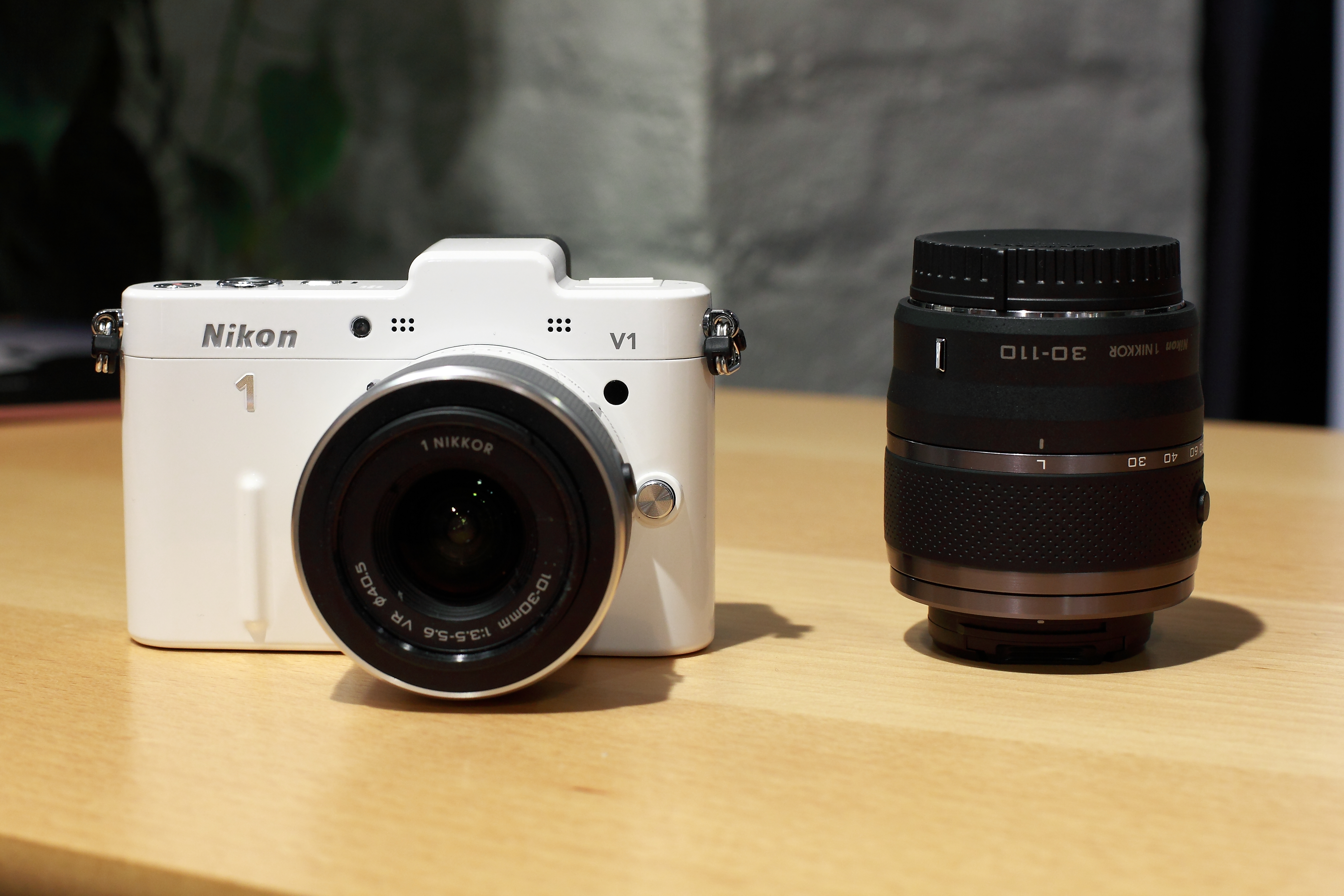
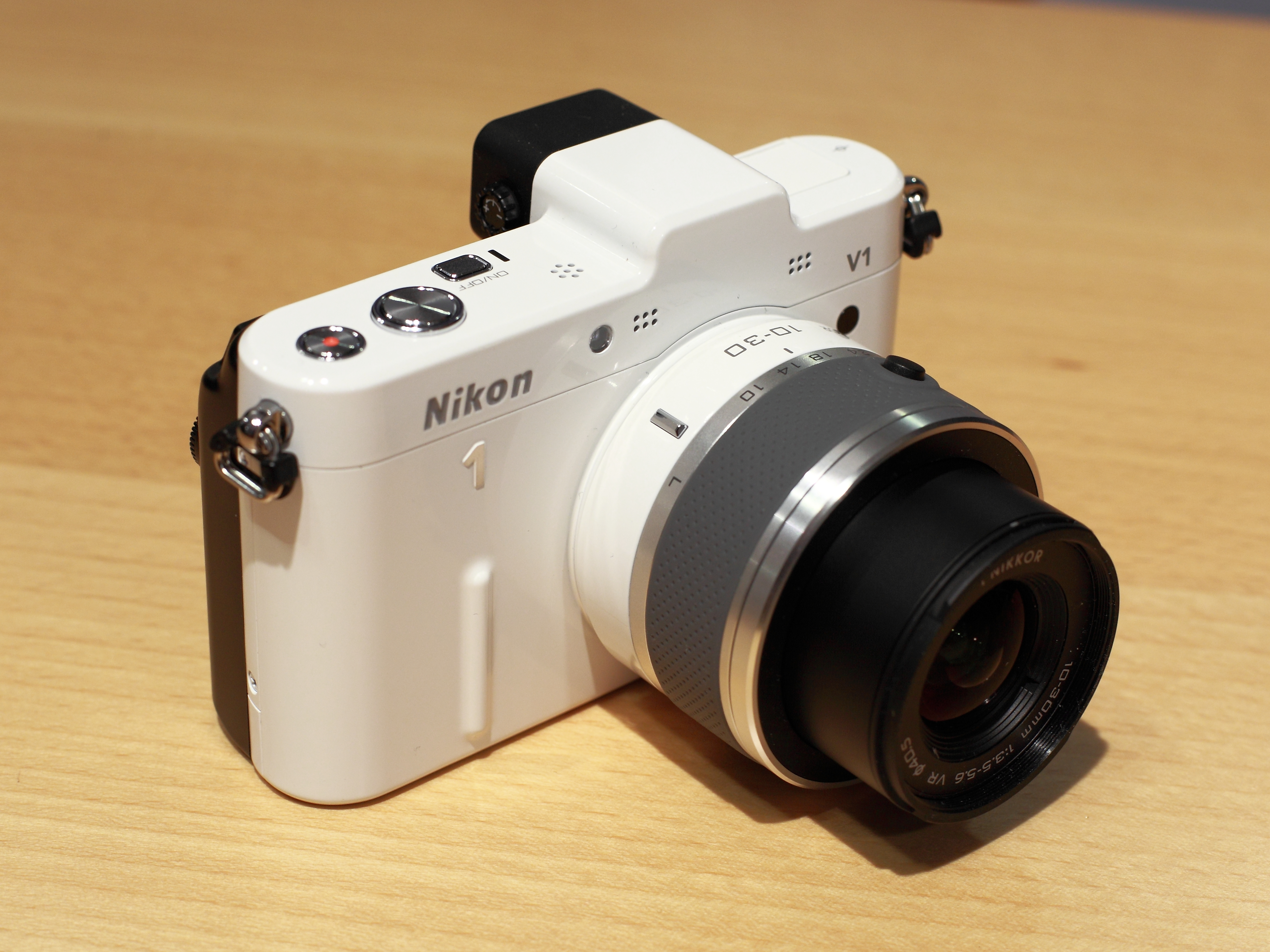
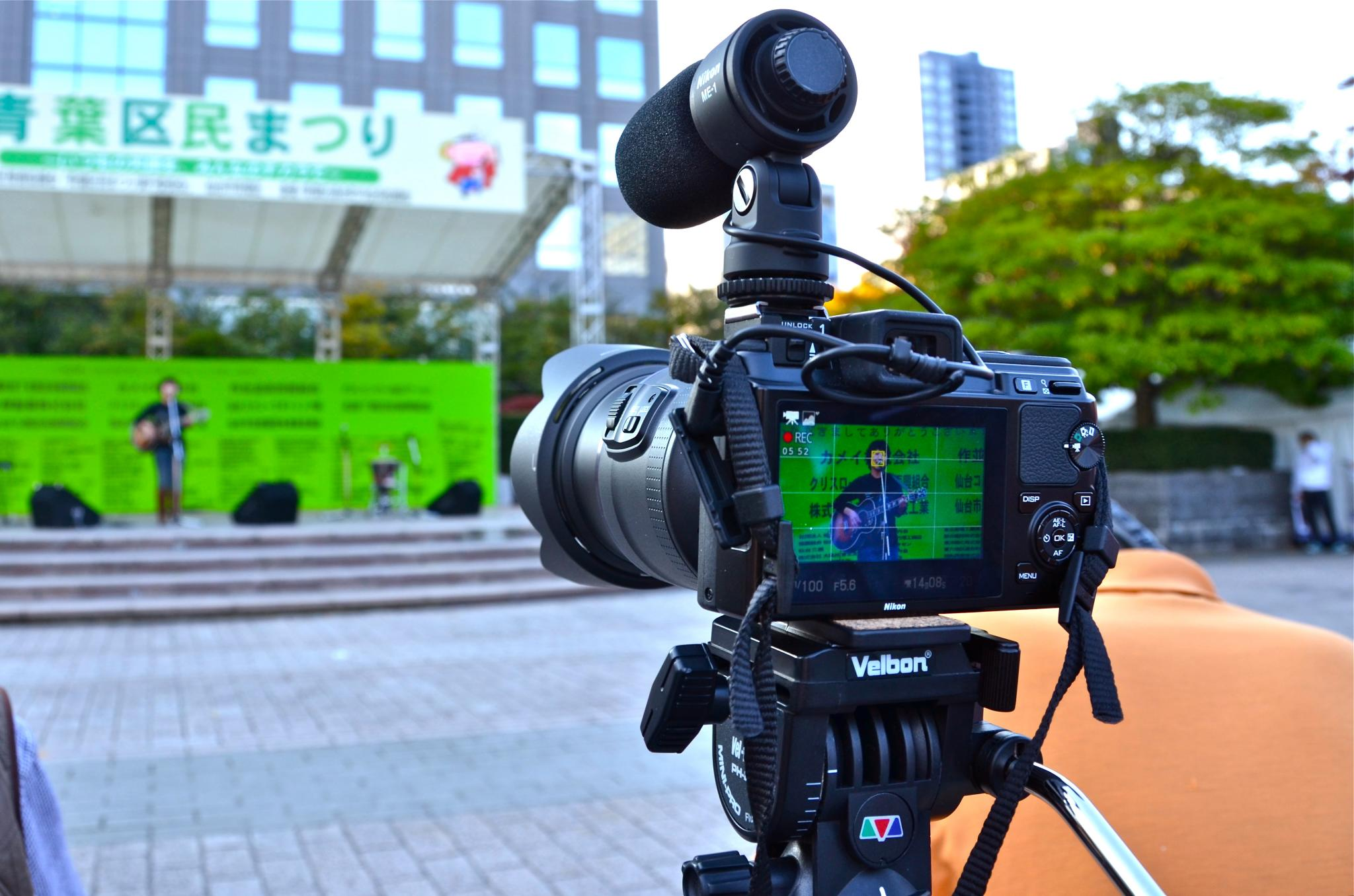
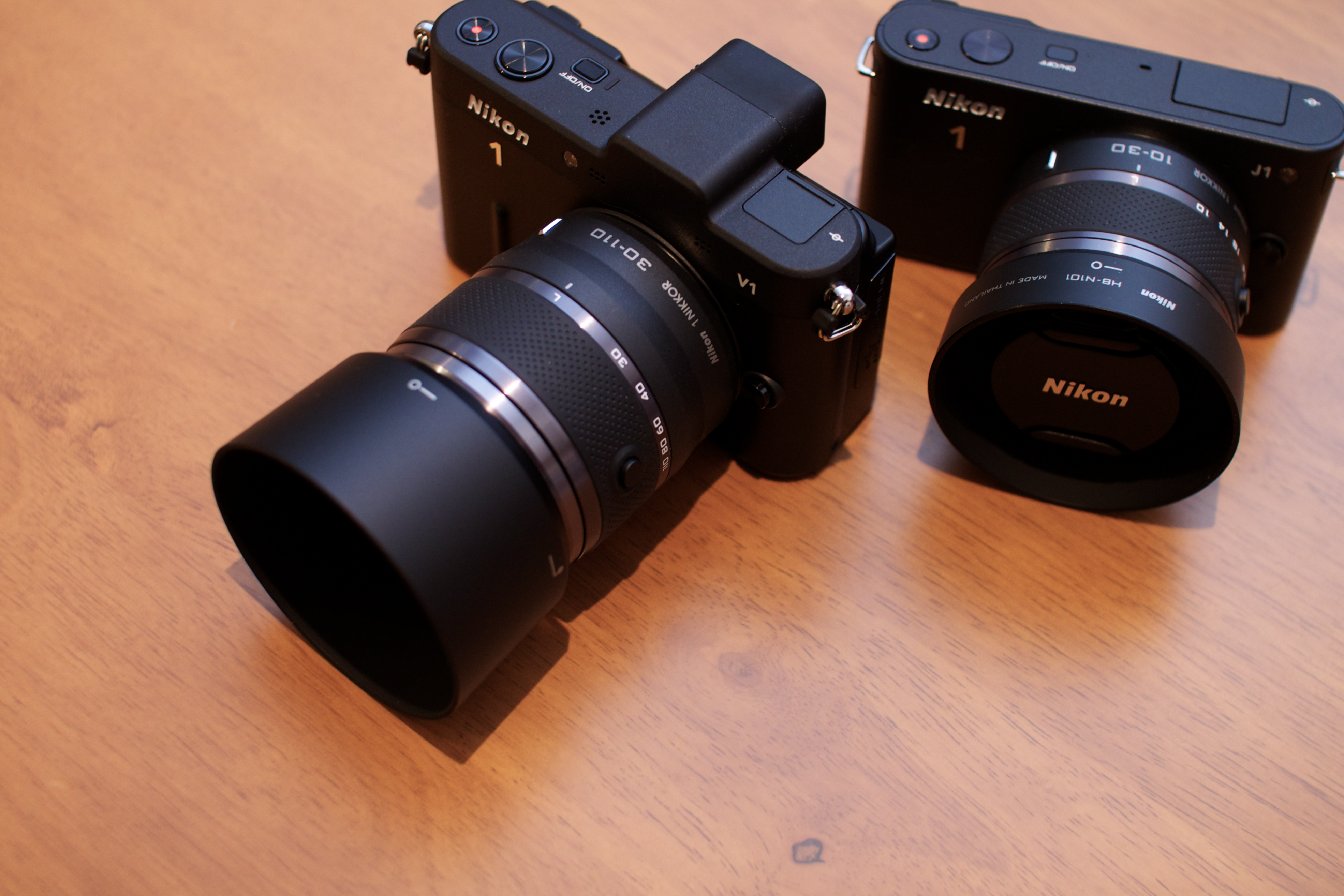